# Symplocos cochinchinensis
Symplocos cochinchinensis är en tvåhjärtbladig växtart. Symplocos cochinchinensis ingår i släktet Symplocos och familjen Symplocaceae.

## Underarter
Arten delas in i följande underarter:
- S. c. cochinchinensis
- S. c. laurina
- S. c. leptophylla
- S. c. thwaitesii
- S. c. aneityensis
- S. c. angustifolia
- S. c. candelabrum
- S. c. doormannensis
- S. c. floresana
- S. c. imbricata
- S. c. insularis
- S. c. longilobata
- S. c. maculata
- S. c. molobros
- S. c. monticola
- S. c. orbicularis
- S. c. ovata
- S. c. parvifolia
- S. c. pedicellata
- S. c. philippinensis
- S. c. reginae
- S. c. revoluta
- S. c. schumanniana
- S. c. sessifolia
- S. c. sogeriensis
- S. c. stawellii
- S. c. tomentosa
- S. c. versteegii

## Bildgalleri

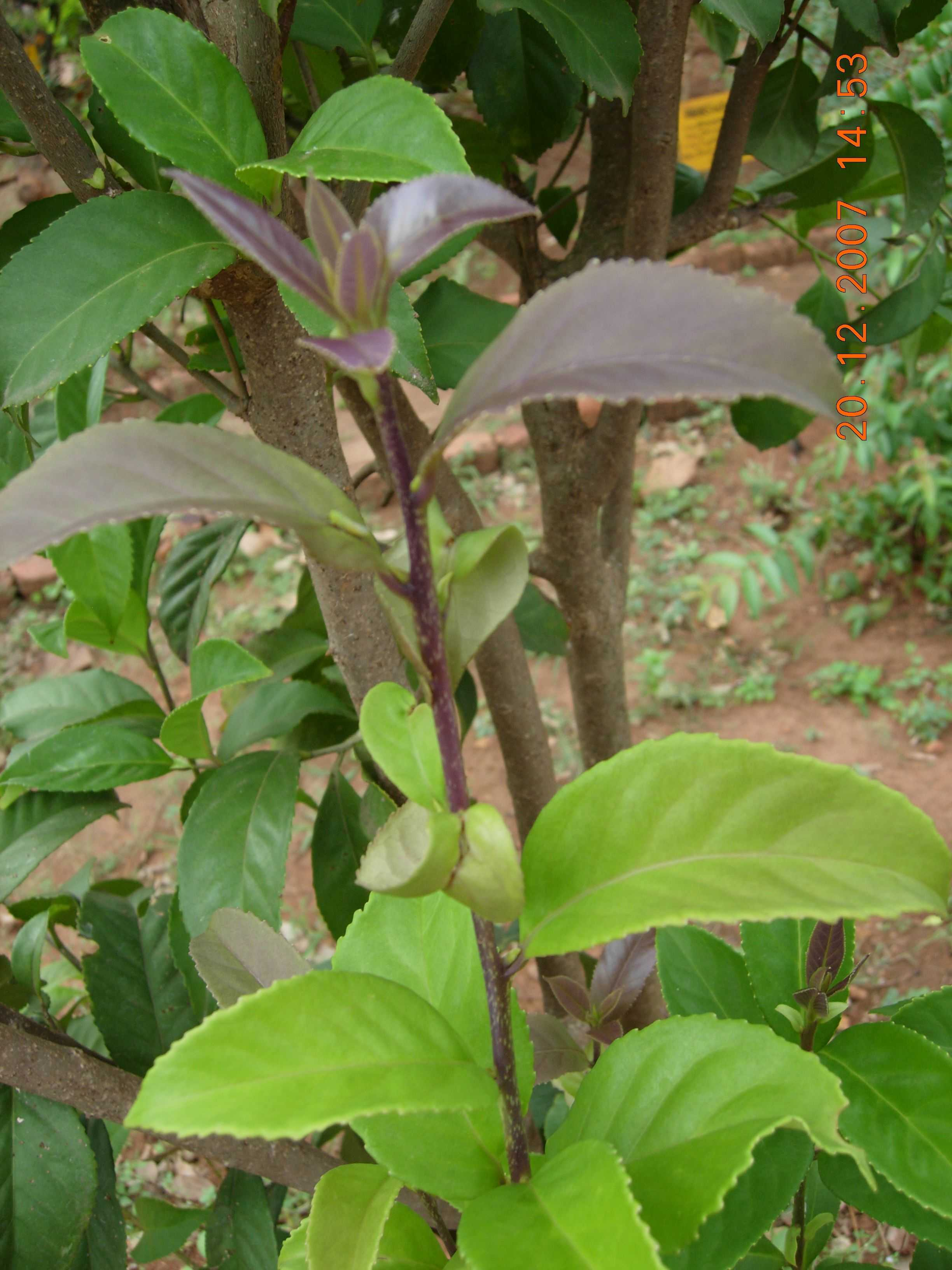
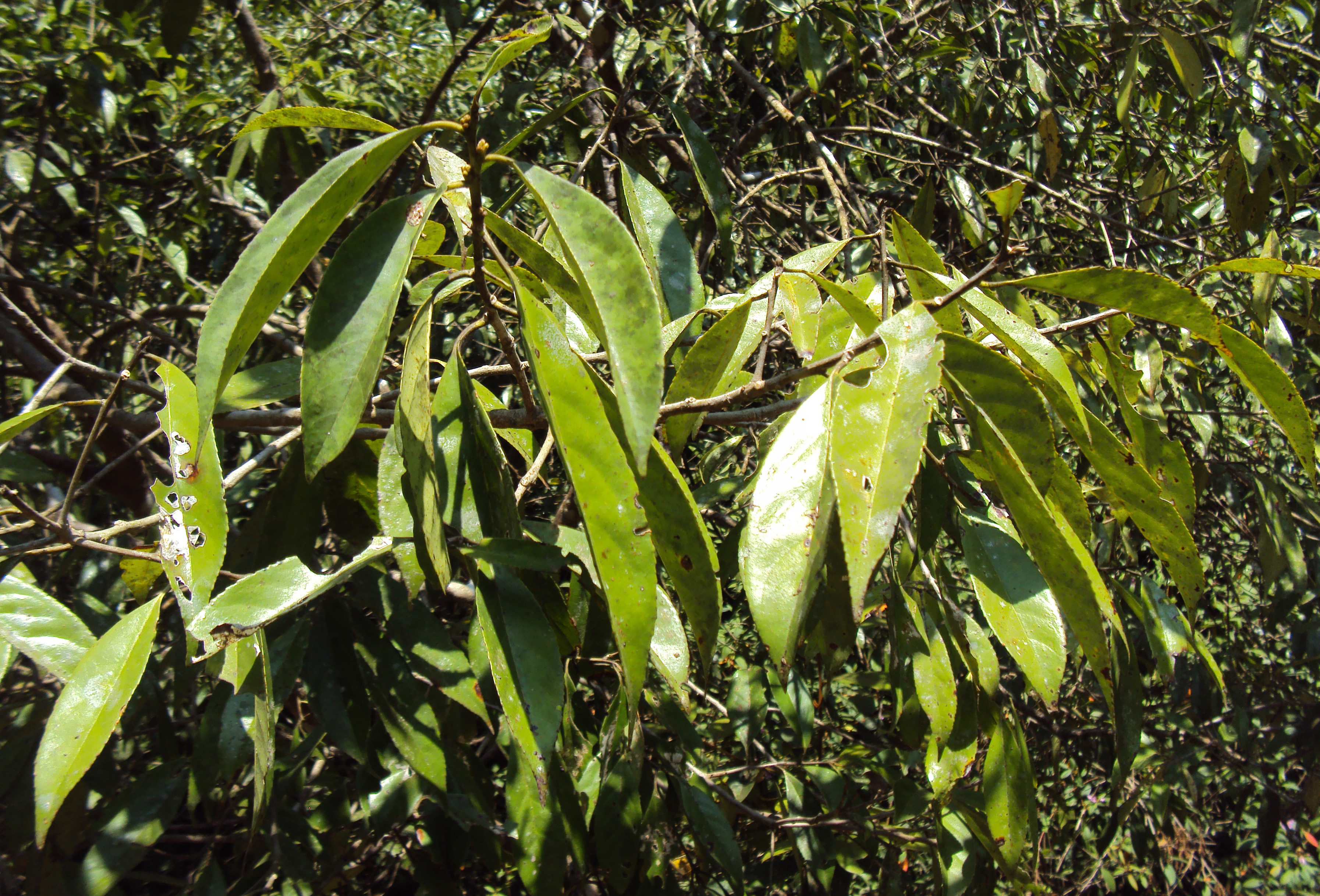
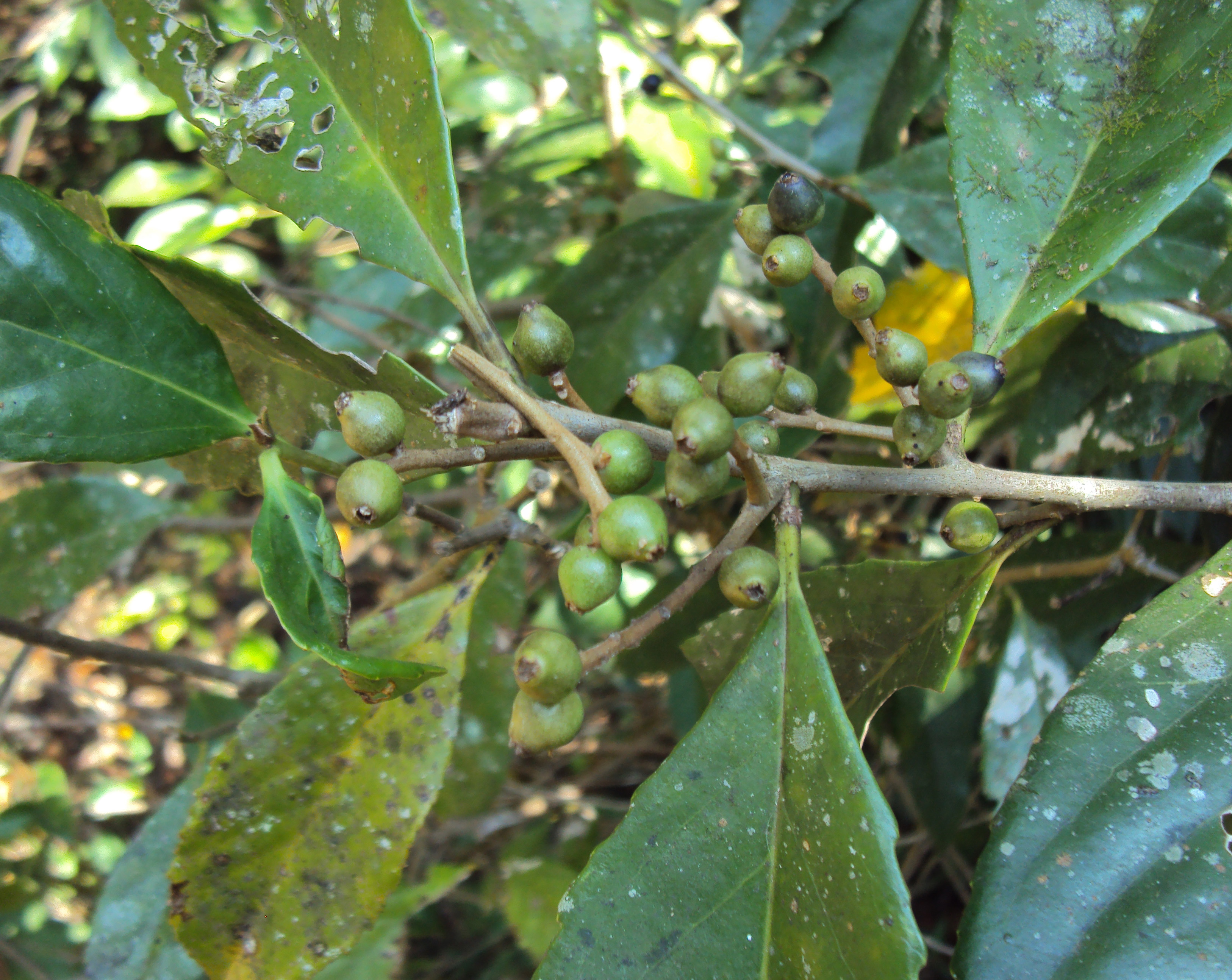
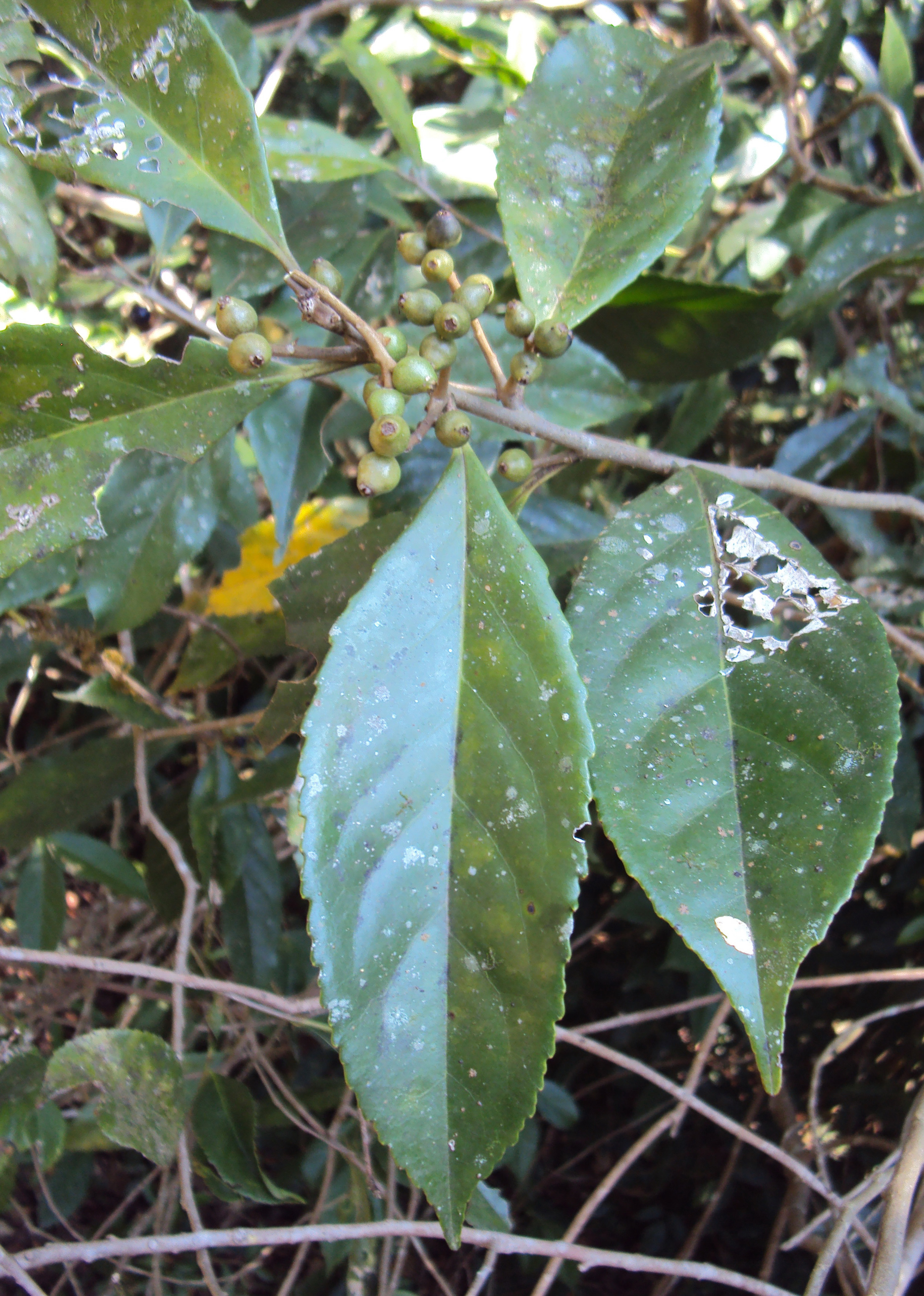
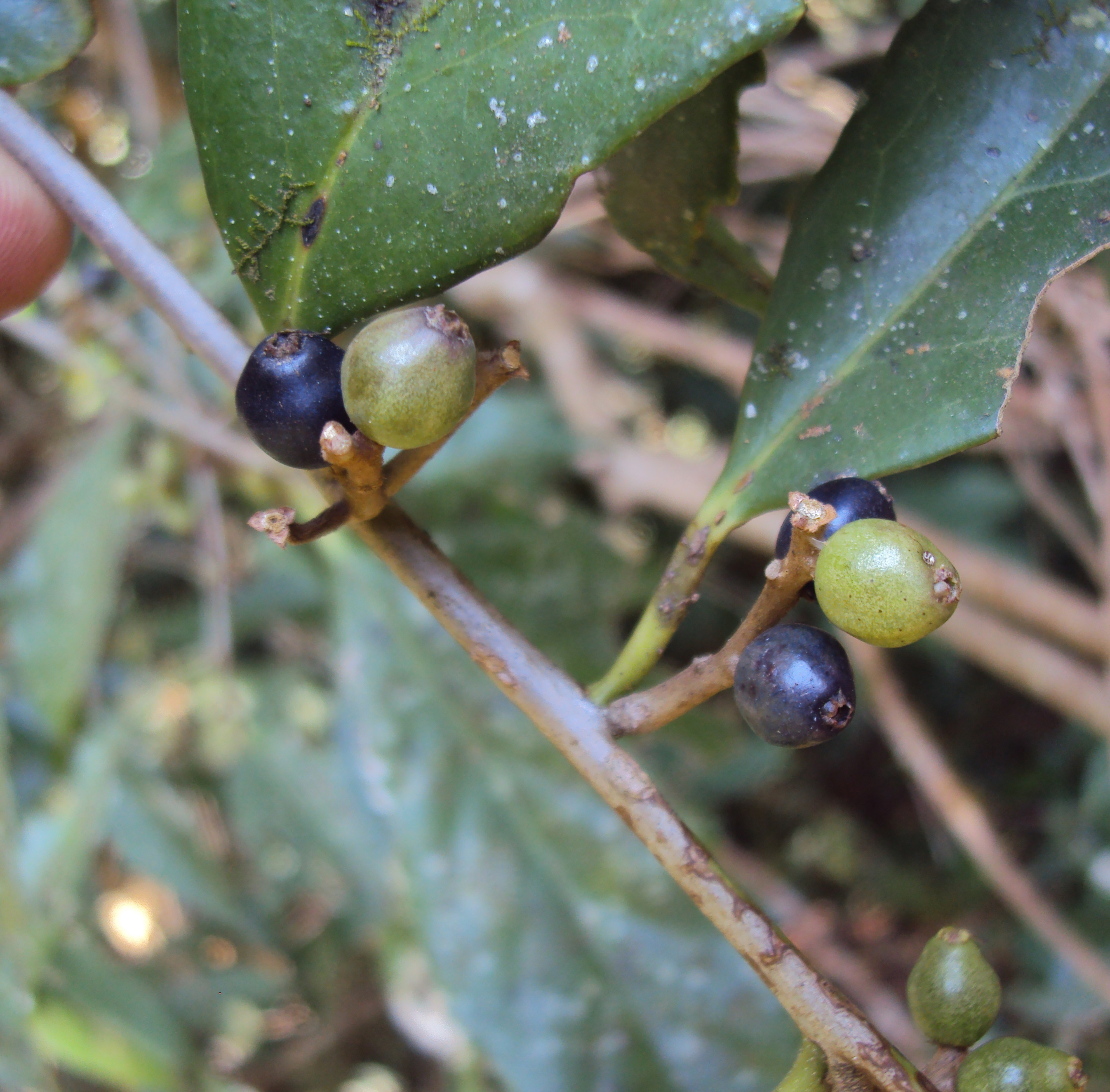